# 森永甘酒
森永甘酒（もりながあまざけ）は、森永製菓から発売されている甘酒のブランドである。

## 概要
森永製菓は1969年ごろに発売した瓶入りの甘酒を皮切りとして多種の甘酒を開発し、2012年3月現在は4種の缶入り甘酒、1,000mlのパック入り甘酒、フリーズドライ甘酒が発売されている。同業他社が発売する甘酒に比べて高いシェアを有している。森永製菓は甘酒が大寒の頃に最も飲まれていることにちなんで大寒を「甘酒の日」に制定しており、2009年7月23日に日本記念日協会より「甘酒の日」の登録認定を受けた。
材料には砂糖、酒粕、米麹、食塩、酸味料が使用されており、製品に含まれるアルコール度数は1パーセント未満であるため、酒類に分類されない。

## ラインナップ
（発売年は甘酒の歴史 より）

### 現行品
- 甘酒：1974年10月に発売開始。
- 甘酒しょうが：1986年に発売開始。

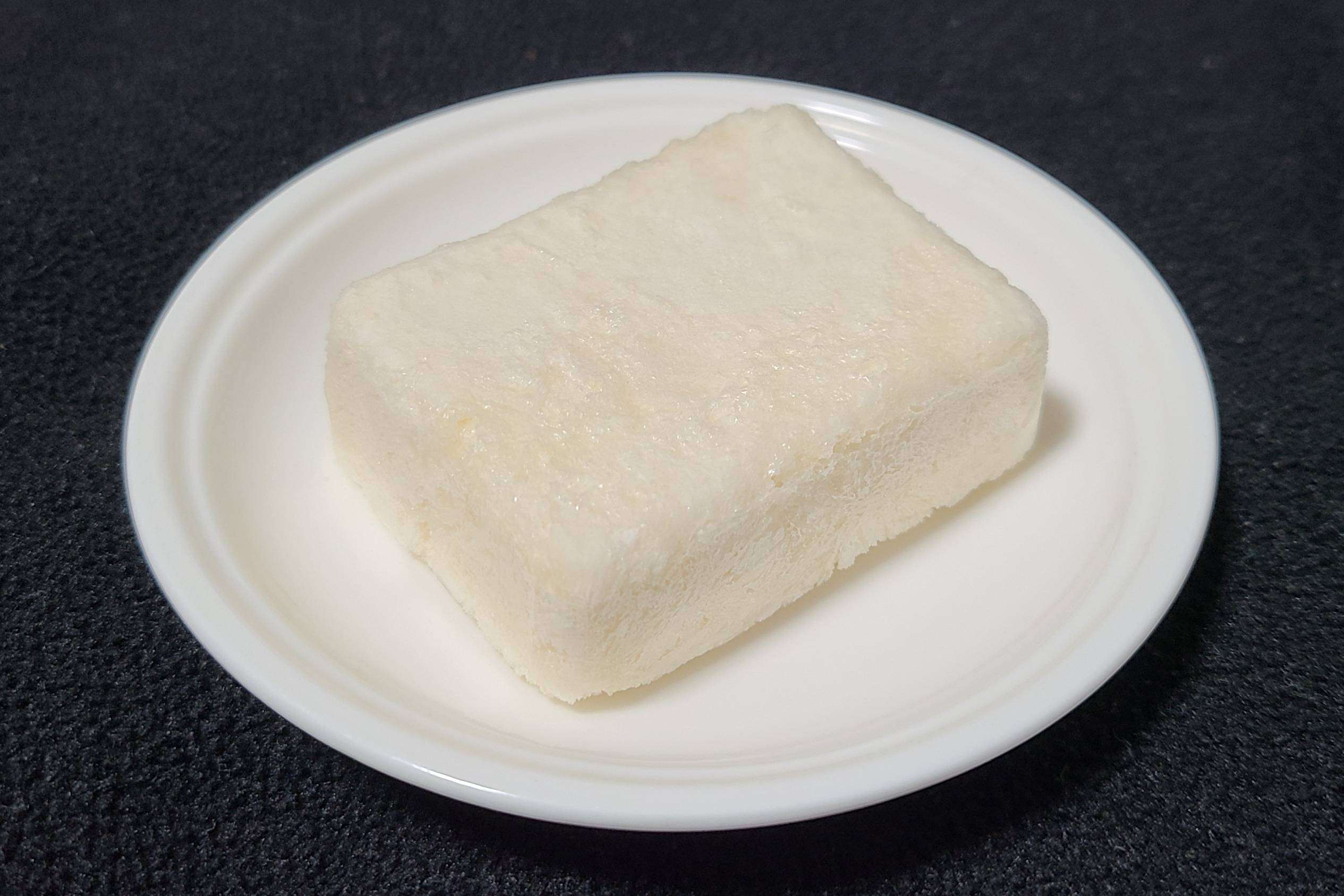
フリーズドライ

- 冷やし甘酒：2000年3月1日に発売開始。
- 甘酒アルコールフリー：2011年8月23日に北海道地区限定で発売開始。原料に酒粕が使用されておらず、アルコール度数は0.00パーセントに抑えられている[6]。
- 甘酒1000ml：2011年10月18日に北海道地区限定で発売開始、2011年11月22日より全国発売[7]。
- 甘酒フリーズドライ：1996年に発売開始。熱湯、冷水のどちらでも調理可能。
- 甘酒アイス：2014年7月14日に発売開始。本来夏の飲み物である甘酒をもっと定着させるべくカップアイスにアレンジした。

#### 期間限定品
- ゆず甘酒: 缶飲料。柚果汁入り。2023年冬頃から、主に冬季に発売。

### 過去の製品
- 甘酒パウチ入り：1987年に発売。1989年には希釈する必要のないストレートタイプが発売された。
- 夏の甘酒：1996年に発売。
- 甘酒紅麹入り：1997年に発売。
- 甘酒キャラメル：2014年春に期間限定商品として発売。79g袋入り。
- 冷やし甘酒キャラメル：2014年夏に期間限定商品として発売。79g袋入り。